# EURid
[veraltet]
EURid (ein Akronym für European Registry of Internet Domain Names) ist eine Non-Profit-Organisation mit Sitz in Diegem bei Brüssel, Belgien. Weitere Büros befinden sich in Stockholm, Pisa und Prag. EURid ist zuständig für den operativen und technischen Betrieb der Top-Level-Domain .eu.

## Geschichte
Die EURid wurde durch die EU-Verordnung 733/2002 vom 22. April 2002 ins Leben gerufen, mit der ein Rahmen zur Einführung der Top-Level-Domain .eu geschaffen wurde. Die Europäische Kommission sollte anschließend in einem „offenen, transparenten und nicht diskriminierenden Auswahlverfahren“ einen Registrar benennen, der den operativen Betrieb der Endung übernehmen sollte. Im Mai 2003 wurde bekannt, dass sich schließlich EURid in der Ausschreibung gegen EUDR und andere Bewerber durchsetzen konnte.
Das Communication Committee der Europäischen Union stimmte den Vergabekriterien für die neue Top-Level-Domain im März 2004 zu. Daher war zunächst geplant, .eu bereits im November 2004 einzuführen. Die ICANN stimmte der Einführung von .eu jedoch erst im März 2005 zu, sodass sich der gesamte Prozess um mehrere Jahre verzögerte. Das Beratungsunternehmen PricewaterhouseCoopers wurde von EURid mit der Überwachung der Sunrise Period (Vorrechtphase für Inhaber eingetragener Warenzeichen) beauftragt.
Im Juli 2005 begann die EURid erstmals damit, Registrare für .eu zu akkreditieren. Die eigentliche Vergabe wurde am 7. Dezember 2005 gestartet: Im ersten Schritt konnten Inhaber eingetragener Marken und öffentliche Einrichtungen .eu-Domains anmelden, in der zweiten Sunrise Period auch Unternehmen für ihre Firmenbezeichnung und andere. Die öffentliche Registrierung ist seit April 2006 möglich.
EURid verwaltet seit 2016 auch die kyrillische Variante .ею.

## Bedeutung
Zwei Jahre nach der Einführung von .eu meldete die EURid einen Bestand von 2,8 Millionen Domains, sowie ein Wachstum von durchschnittlich 2.500 neuen Adressen täglich. 2008 gehörte die EURid damit zu den zehn größten Network Information Centern weltweit. Außerdem verzeichnet die EURid eine überdurchschnittliche hohe Quote an Verlängerungen. Seit 2012 liegt der Bestand relativ konstant bei 3,6 bis 3,8 Millionen Domains.

## Kritik
Im September 2006 geriet EURid in die Kritik, als während der Einführung der .eu-Domain die Domain Name Server ausfielen. Kurze Zeit später gab es auch Probleme mit dem für die eigentliche Vergabe zuständigen EPP-Server. Experten und Hoster sprachen von einer Pannenserie, die bei ausreichender Vorbereitung hätte vermieden werden können.